# Gunnellichthys irideus
Gunnellichthys irideus är en fiskart som beskrevs av Smith, 1958. Gunnellichthys irideus ingår i släktet Gunnellichthys och familjen Microdesmidae. Inga underarter finns listade i Catalogue of Life.